# Canhão d'água

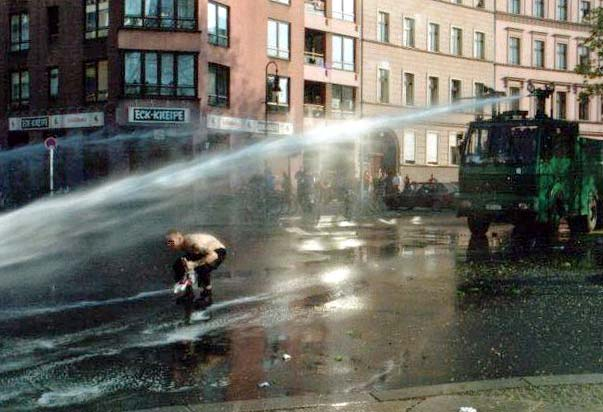
Um canhão d'água em uso na Alemanha, 2001

Um canhão d'água ou canhão de água é um artefato que dispara um jato d'água sob alta pressão e a alta velocidade. Tipicamente, um canhão d'água pode liberar um grande volume de água, a dezenas de metros de distância. Eles são usados para o combate a incêndios e para o controle de distúrbios.
Os canhões d'água são usados em diversos países, tais como Austrália (Nova Gales do Sul), Alemanha, Bélgica, Chile, Croácia, França, Reino Unido (Irlanda do Norte) e Turquia.